# Сухо
Сухо — искусственный насыпной остров в юго-восточной части Ладожского озера. Расположен в 20 км от южного берега Ладожского озера и в 27 км от города Новая Ладога, имеет форму неправильной подковы, размеры — 90 на 60 м.

## История
Первый маяк был построен в 1825—1826 годах на мели Сухо, для чего подводную мель превратили в небольшой островок из ряжей, наполненных камнями. В 1834 году было сделано специальное укрепление вокруг маяка от повреждений льдами высотой до 6 метров. Для удобства причаливания и подвоза материалов в 1850-х годах впервые была устроена специальная бухта с подветренной стороны. В феврале 1885 года деревянный маяк сгорел.
30 сентября 1885 г. работники маячной команды спасли команду и пассажиров потерпевшего аварию парохода «Александр Свирский».
В 1891 году заработал новый каменный маяк с обновлённым внешним ряжевым ограждением и бухтой.

## Операция «Бразиль»
Во время Великой Отечественной войны этот островок стал важным опорным пунктом, так как остров был расположен на пути движения советских конвоев (в 37 км к северу от Новой Ладоги), контролировал значительный район южной части Ладожского озера и прикрывал подходы к Волховской губе и Новой Ладоге, где располагалась главная база Ладожской флотилии.
Весной 1942 года немцы начали подготовку операции «Бразиль» на Ладоге. В её задачи входили внезапная высадка десанта на остров Сухо для его захвата, уничтожение гарнизона острова и установление контроля над передвижением по Ладоге и советским тылом. В городе Лахденпохья была создана немецкая морская база. Из итальянского порта Специя прибыл 12-й отряд торпедных катеров. По железной дороге через Финляндию были переброшены в разобранном виде самоходно-десантные баржи типа «Зибель» (англ. Siebel ferry).
По утверждению отечественных историков, идея десанта для перехвата «Дороги жизни» и удушения Ленинграда голодом во вторую блокадную зиму принадлежала не немцам, а финнам, её инициатором был генерал Пааво Талвела, а главнокомандующий финской армией Карл Маннергейм план операции поддержал и немедленно отдал все необходимые предварительные распоряжения, в том числе по доставке немецких и итальянских военных кораблей с экипажами на Ладожское озеро.
В сентябре 1942 года на острове была установлена трёхорудийная 100-миллиметровая батарея № 473 противокатерной обороны и три пулемёта. Гарнизон Сухо насчитывал 90 человек, по другим данным 98 человек.
В ночь на 22 октября 1942 года под прикрытием непогоды остров был атакован корабельным отрядом противника из 30 судов (7 тяжелых барж, 4 легкие баржи, 3 транспортные баржи, 1 санитарная баржа, 1 штабная баржа, остальные — катера). Первыми выстрелами уничтожена антенна радиосвязи (поэтому гарнизон не смог своевременно доложить о нападении) и дальномерный пост. Затем под прикрытием огня кораблей на остров был высажен десантный отряд численностью свыше 100 человек. Гарнизон вступил в ожесточённый бой. Нападение было обнаружено находившимися в дозоре катером-тральщиком ТЩ-100 и сторожевым катером МО-171, которые затем атаковали немецкие корабли. Все находившиеся в Новой Ладоге силы Ладожской военной флотилии были подняты по тревоге и вышли в море, одновременно к острову направлена советская авиация.

4-й час сильный рукопашный бой. Батарею бомбят самолёты. У нас из 70 осталось 13, раненых 32, остальные пали. Пушек 3, сделали по 120 выстрелов. Из 30 вымпелов потопили 16 барж, 1 взяли в плен. Побили много фашистов…
Командир обороны Гусев И. К.
22 октября 1942 г.
— Мемориальная доска на острове Сухо
На поддержку гарнизона острова авиация Балтийского флота и Ленинградского фронта совершила около 200 боевых вылетов, нанеся последовательно 12 ударов по кораблям и по силам десанта. Лётчики претендовали не менее чем на 10 потопленных кораблей и катеров. Однако в целом потери вражеского отряда составили по разным данным, от 17 до 19 или даже до 23 плавсредств. В воздушных боях сбито 14 самолётов противника, советская авиация потеряла 4 самолёта и ещё один от полученных повреждений сгорел при вынужденной посадке.
На помощь гарнизону острова пришли сторожевые катера и канонерские лодки «Вира» и «Селемджа». Часть десанта была эвакуирована, часть была окружена и блокирована. В 16 часов 22 октября, получив повреждения, «Вира» и «Селемджа» прекратили преследование отступающих судов противника.
Бой у острова Сухо подробно описан её участником, командиром дивизиона канонерских лодок Ладожской военной флотилии Н. Ю. Озаровским в книге «Линкоры Ладоги. Забытая Дорога жизни» на основе его рукописей, до 2015 года хранившихся в архиве семьи.
После войны на острове была расположена метеостанция. В 1990-е годы остров стал необитаемым, однако сам маяк функционирует исправно, смотритель прибывает на Сухо по необходимости. Метеостанция заброшена.

## Топонимическая легенда
По поводу названия острова Сухо существует следующая топонимическая легенда: «Однажды царь Пётр I, проходя Волховскую губу на своём яле, сел на мель и воскликнул: „Тут же сухо!“ и велел основать остров на месте открытой им отмели. Отныне все проходящие по этому пути суда должны были оставлять камни на новом острове, который назвали Сухо. Так и появился рукотворный остров в форме подковы».